# Грембошув (гміна)
Гміна Грембошув (пол. Gmina Gręboszów) — сільська гміна у південній Польщі. Належить до Домбровського повіту Малопольського воєводства.
Станом на 31 грудня 2011 у гміні проживало 3481 особа.

## Територія
Згідно з даними за 2007 рік площа гміни становила 48.63 км², у тому числі:
- орні землі: 83.00%
- ліси: 0.00%

Таким чином, площа гміни становить 9.23% площі повіту.

## Населення
Станом на 31 грудня 2011:
| Опис     | Загалом | Загалом | Чоловіки | Чоловіки | Жінки | Жінки |
| -------- | ------- | ------- | -------- | -------- | ----- | ----- |
| одиниця  | осіб    | %       | осіб     | %        | осіб  | %     |
| все      | 3481    | 100     | 1706     | 49.01    | 1775  | 50.99 |
| міське   | 0       | 100     | 0        |          | 0     |       |
| сільське | 3481    | 100     | 1706     | 49.01    | 1775  | 50.99 |

## Сусідні гміни
Гміна Грембошув межує з такими гмінами: Болеслав, Ветшиховіце, Жабно, Новий Корчин, Олесно, Опатовець.